# Hugo Dorrego
Víctor Hugo Dorrego Coito (Montevideo, 9 de mayo de 1993) es un futbolista uruguayo que se desempeña como volante mixto y actualmente milita en Once Caldas de la Categoría Primera A de Colombia.

## Trayectoria
Hugo Dorrego es hermano de Silvio, quien se desempeña como lateral derecho en Progreso. Además, tiene otro hermano, Richard, quien juega en las divisiones inferiores de Nacional. El padre de Alexis Rolín fue quien llevó a Hugo a probarse a las inferiores de Nacional. Debutó en el primer equipo el 10 de marzo de 2013 en el Gran Parque Central frente a Central Español por el Campeonato Clausura. En el año de su debut, estuvo en la lista de jugadores habilitados para disputar la Copa Libertadores 2013. Su debut internacional fue el 4 de abril de 2013 en el Estadio Centenario en la victoria por 4:0 contra el Deportivo Toluca por la Copa Libertadores, siendo sustituido en el segundo tiempo -cuando el partido iba 3:0- por Álvaro Recoba.

## Selección nacional
Ha sido internacional con la Selección Sub-20 de Uruguay.

## Clubes
| Club                    | País     | Año                 |
| ----------------------- | -------- | ------------------- |
| Nacional                | Uruguay  | 2013-2014           |
| Rentistas (Cedido)      | Uruguay  | 2014                |
| Deportivo Maldonado     | Uruguay  | 2015-2016           |
| Cerro Largo FC          | Uruguay  | 2016-2018           |
| Rampla Juniors          | Uruguay  | 2018 - 2019         |
| Cerro Largo Fútbol Club | Uruguay  | 2019 - 2021         |
| Oriente Petrolero       | Bolivia  | 2021 - 2022         |
| Club Guaraní            | Paraguay | 2023 - (Actualidad) |

## Estadísticas
| Club                | Temporada           | Liga | Liga | Copas Internacionales | Copas Internacionales | Total | Total |
| Club                | Temporada           | PJ   | G    | PJ                    | G                     | PJ    | G     |
| ------------------- | ------------------- | ---- | ---- | --------------------- | --------------------- | ----- | ----- |
| Nacional · Uruguay  | 2012/13             | 5    | 0    | 2                     | 0                     | 7     | 0     |
| Nacional · Uruguay  | 2013/14             | 3    | 0    | 3                     | 0                     | 6     | 0     |
| Oriente Petrolero   | 2021                | 24   | 4    | 0                     | 0                     | 24    | 4     |
| Total en su carrera | Total en su carrera | 32   | 4    | 8                     | 0                     | 25    | 4     |